# Epichnopterix hoffmanni
Epichnopterix hoffmanni är en fjärilsart som beskrevs av Franciscus J.M. Heylaerts 1879. Epichnopterix hoffmanni ingår i släktet Epichnopterix och familjen säckspinnare. Inga underarter finns listade i Catalogue of Life.